# Anomalini
Anomalini (Streubel, 1839) è il nome di una tribù di coleotteri appartenenti alla famiglia degli Scarabeidi (sottofamiglia Rutelinae).

## Descrizione

### Adulto
Si tratta di coleotteri di dimensioni medio-piccole, spesso e volentieri comprese tra i 10 e 20 mm di lunghezza. Presentano un corpo cilindrico e robusto, in alcune specie avvolto da una folta peluria. Le elitre, come in tutti i Rutelidi presentano una colorazione che può variare a seconda della specie, spesso anche all'interno della stessa specie si possono riscontrare cromatismi differenti, come nel caso di Anomala dubia o Anomala vitis.

### Larva
Le larve hanno l'aspetto di vermi bianchi dalla forma a "C". Presentano il capo sclerificato e le tre paia di zampe atrofizzate.

## Biologia
Gli adulti possono essere reperiti con l'arrivo della bella stagione. Il periodo di apparizione, tuttavia, varia a seconda della specie presa in esame, così come le abitudini e gli ambienti prediletti. Lo sviluppo delle larve della maggior parte delle specie avviene nel terreno a spese di radici di piante erbacee e graminacee ed alcune di esse (come Phyllopertha horticola e Anomala vitis) possono arrecare seri danni alle coltivazioni; altre specie, come Anomala ausonia, sono per lo più legate ad ambienti sabbiosi.

## Tassonomia
La tribù e suddivisa nelle seguenti sottotribù:
- Anisopiliina
- Anomalina

In Italia sono state finora riscontrate le seguenti specie:
- Sottotribù: Anomalina
  - Genere: Anomala (Samouelle, 1819)
    - Anomala ausonia (Erichson,1847)
    - Anomala devota (Rossi, 1790)
    - Anomala dubia (Scopoli, 1763)
    - Anomala vitis (Fabricius,1775)

  - Genere: Exomala (Reitter,1903)
    - Exomala succinta (Laporte de Castelnau, 1840)
    - Exomala leonii (Luigioni, 1933)

  - Genere: Mimela (Kirby, 1823)
    - Mimela aurata (Fabricious, 1801)
    - Mimela junii junii (Duftschmid, 1805)
    - Mimela junii calabrica (Machatschke, 1957)
    - Mimela junii miksici (Sparacio, 2003)
    - Mimela junii rugosula (Farimaire, 1859)

  - Genere: Phyllopertha  (Stephens, 1830)
    - Phyllopertha horticola (Linnaeus, 1758)
- Sottotribù: Anisopliina
  - Genere: Anisoplia (Schönherr, 1817)
    - Anisoplia agricola (Poda, 1761)
    - Anisoplia bromicola (Germar, 1817)
    - Anisoplia erichsoni (Reitter, 1889)
    - Anisoplia monticola monticola (Erichson, 1847)
    - Anisoplia monticola marginata (Kraatz, 1883)
    - Anisoplia sabatinellii (Baraud, 1991)
    - Anisoplia tempestiva (Erichson, 1847)
    - Anisoplia villosa (Goeze, 1777)

  - Genere:Hemichaetoplia (Baraud, 1986)
    - Hemichaetoplia pallidipennis (Gyllenhal, 1817)